# Xylosma glaberrima
Xylosma glaberrima  es una especie de planta con flor en la familia Salicaceae. 
Es endémica de Brasil, de los estados de Paraná, Río de Janeiro y São Paulo, está en la lista de especies amenazadas de la IUCN. 